# Llista de topònims de Camarles
Llista de topònims (noms propis de lloc) del municipi de Camarles, al Baix Ebre
Informació actualitzada per un bot. Els canvis manuals es perdran quan s'actualitzi!

## entitat singular de població
| imatge | Nom                     | Ubicat a | instància de                                   | Detalls  | coordenades                                                                 | Protecció | Commons (més fotos) | Dades a WD                    |
| ------ | ----------------------- | -------- | ---------------------------------------------- | -------- | --------------------------------------------------------------------------- | --------- | ------------------- | ----------------------------- |
|        | Camarles                | Camarles | entitat singular de població capital municipal | 2490 hab | 40° 46′ 24″ N, 0° 40′ 20″ E / 40.77344739°N,0.67233581°E 9 msnm             |           |                     | Modifica les dades a Wikidata |
|        | el Lligallo del Gànguil | Camarles | entitat singular de població                   | 772 hab  | 40° 45′ 30″ N, 0° 39′ 00″ E / 40.7583439373082°N,0.650094687056434°E 9 msnm |           |                     | Modifica les dades a Wikidata |
|        | el Lligallo del Roig    | Camarles | entitat singular de població                   | 166 hab  | 40° 45′ 50″ N, 0° 39′ 21″ E / 40.763980085932°N,0.655724674218024°E 14 msnm |           |                     | Modifica les dades a Wikidata |

## església
| imatge | Nom                                        | Ubicat a                | instància de     | Detalls                     | coordenades                                                                 | Protecció                   | Commons (més fotos)    | Dades a WD                    |
| ------ | ------------------------------------------ | ----------------------- | ---------------- | --------------------------- | --------------------------------------------------------------------------- | --------------------------- | ---------------------- | ----------------------------- |
|        | Sant Jaume de Camarles                     | Camarles                | església         | Estil: arquitectura popular | 40° 46′ 19″ N, 0° 40′ 10″ E / 40.77196°N,0.66932°E                          | bé cultural d'interès local | Sant Jaume de Camarles | Modifica les dades a Wikidata |
|        | Sant Joan del Lligallo del Gànguil         | el Lligallo del Gànguil | església         |                             | 40° 45′ 37″ N, 0° 39′ 02″ E / 40.7601535466658°N,0.650492921238113°E        |                             |                        | Modifica les dades a Wikidata |
|        | la Immaculada de la Torre de la Granadella | Camarles                | església capella |                             | 40° 46′ 04″ N, 0° 39′ 44″ E / 40.7676695844375°N,0.662205806758938°E 8 msnm |                             |                        | Modifica les dades a Wikidata |

## granja
| imatge | Nom                    | Ubicat a | instància de | Detalls | coordenades                                                          | Protecció | Commons (més fotos) | Dades a WD                    |
| ------ | ---------------------- | -------- | ------------ | ------- | -------------------------------------------------------------------- | --------- | ------------------- | ----------------------------- |
|        | Granges Fabra          | Camarles | granja       |         | 40° 47′ 11″ N, 0° 39′ 51″ E / 40.7862743088378°N,0.664195865854399°E |           |                     | Modifica les dades a Wikidata |
|        | Granja Capera          | Camarles | granja       |         | 40° 46′ 42″ N, 0° 37′ 58″ E / 40.7783936320648°N,0.632869989391011°E |           |                     | Modifica les dades a Wikidata |
|        | Granja Comes           | Camarles | granja       |         | 40° 46′ 29″ N, 0° 39′ 25″ E / 40.7748505460326°N,0.656977523479696°E |           |                     | Modifica les dades a Wikidata |
|        | Granja Curto           | Camarles | granja       |         | 40° 45′ 13″ N, 0° 39′ 24″ E / 40.7534893131661°N,0.656756705827493°E |           |                     | Modifica les dades a Wikidata |
|        | Granja Fortuny         | Camarles | granja       |         | 40° 45′ 51″ N, 0° 39′ 37″ E / 40.7642606900463°N,0.660228439889244°E |           |                     | Modifica les dades a Wikidata |
|        | Granja Ignacio         | Camarles | granja       |         | 40° 46′ 39″ N, 0° 39′ 19″ E / 40.7773925996149°N,0.655300378213225°E |           |                     | Modifica les dades a Wikidata |
|        | Granja José Martí      | Camarles | granja       |         | 40° 46′ 53″ N, 0° 38′ 35″ E / 40.7814754152842°N,0.643046183579457°E |           |                     | Modifica les dades a Wikidata |
|        | Granja Manto           | Camarles | granja       |         | 40° 46′ 18″ N, 0° 40′ 53″ E / 40.7715792860602°N,0.681416684290147°E |           |                     | Modifica les dades a Wikidata |
|        | Granja Martínez        | Camarles | granja       |         | 40° 46′ 01″ N, 0° 40′ 19″ E / 40.7668227619663°N,0.671997646749468°E |           |                     | Modifica les dades a Wikidata |
|        | Granja Montsó          | Camarles | granja       |         | 40° 45′ 15″ N, 0° 39′ 17″ E / 40.7541161830565°N,0.654803951200807°E |           |                     | Modifica les dades a Wikidata |
|        | Granja Nelo            | Camarles | granja       |         | 40° 46′ 05″ N, 0° 40′ 01″ E / 40.7680705495853°N,0.666883351793897°E |           |                     | Modifica les dades a Wikidata |
|        | Granja Peret           | Camarles | granja       |         | 40° 46′ 07″ N, 0° 39′ 57″ E / 40.7685909750599°N,0.665893638294945°E |           |                     | Modifica les dades a Wikidata |
|        | Granja Roco            | Camarles | granja       |         | 40° 44′ 39″ N, 0° 39′ 20″ E / 40.744162340366°N,0.6556630766448°E    |           |                     | Modifica les dades a Wikidata |
|        | Granja Tiron           | Camarles | granja       |         | 40° 45′ 55″ N, 0° 39′ 44″ E / 40.7653935081257°N,0.662344844368469°E |           |                     | Modifica les dades a Wikidata |
|        | Granja d'Enrique Martí | Camarles | granja       |         | 40° 48′ 35″ N, 0° 38′ 46″ E / 40.8096038380409°N,0.646045706083872°E |           |                     | Modifica les dades a Wikidata |
|        | Granja del Curto       | Camarles | granja       |         | 40° 45′ 11″ N, 0° 39′ 14″ E / 40.7530435628246°N,0.653882232274754°E |           |                     | Modifica les dades a Wikidata |
|        | Granja del Quadro      | Camarles | granja       |         | 40° 45′ 49″ N, 0° 38′ 59″ E / 40.763507628741°N,0.649770567564059°E  |           |                     | Modifica les dades a Wikidata |

## masia
| imatge | Nom                 | Ubicat a | instància de | Detalls | coordenades                                                          | Protecció | Commons (més fotos)    | Dades a WD                    |
| ------ | ------------------- | -------- | ------------ | ------- | -------------------------------------------------------------------- | --------- | ---------------------- | ----------------------------- |
|        | Casa Sabater        | Camarles | masia        |         | 40° 46′ 48″ N, 0° 39′ 00″ E / 40.7800744646244°N,0.649873702404941°E |           |                        | Modifica les dades a Wikidata |
|        | Caseta de Joan Ponç | Camarles | masia        |         | 40° 45′ 39″ N, 0° 40′ 45″ E / 40.7609507258899°N,0.679191918505348°E |           |                        | Modifica les dades a Wikidata |
|        | Caseta de l'Alzado  | Camarles | masia        |         | 40° 47′ 48″ N, 0° 39′ 23″ E / 40.7965940374302°N,0.656509114455656°E |           |                        | Modifica les dades a Wikidata |
|        | Caseta del Bitemero | Camarles | masia        |         | 40° 48′ 09″ N, 0° 39′ 06″ E / 40.80261860796°N,0.65170604424368°E    |           |                        | Modifica les dades a Wikidata |
|        | Caseta del Farines  | Camarles | masia        |         | 40° 46′ 35″ N, 0° 38′ 35″ E / 40.77632282199°N,0.64315371121239°E    |           |                        | Modifica les dades a Wikidata |
|        | Finca Rosselló      | Camarles | masia        |         | 40° 48′ 51″ N, 0° 37′ 46″ E / 40.8142371775904°N,0.629509168922848°E |           |                        | Modifica les dades a Wikidata |
|        | Mas Camarer         | Camarles | masia        |         | 40° 46′ 53″ N, 0° 40′ 07″ E / 40.7814717764259°N,0.668570911488153°E |           |                        | Modifica les dades a Wikidata |
|        | Mas Cebollo         | Camarles | masia        |         | 40° 45′ 21″ N, 0° 39′ 33″ E / 40.7557611274996°N,0.659069645885814°E |           |                        | Modifica les dades a Wikidata |
|        | Mas Escrivà         | Camarles | masia        |         | 40° 45′ 20″ N, 0° 40′ 12″ E / 40.75553611°N,0.67000556°E 1 msnm      |           | Mas Escrivà (Camarles) | Modifica les dades a Wikidata |
|        | Mas Noguera         | Camarles | masia        |         | 40° 45′ 57″ N, 0° 40′ 53″ E / 40.7658°N,0.681494°E                   |           |                        | Modifica les dades a Wikidata |
|        | Mas del Filato      | Camarles | masia        |         | 40° 46′ 54″ N, 0° 39′ 55″ E / 40.781739663512°N,0.665338360609395°E  |           |                        | Modifica les dades a Wikidata |
|        | Masia Pinyol        | Camarles | masia        |         | 40° 45′ 39″ N, 0° 39′ 16″ E / 40.7609117398089°N,0.654553147616587°E |           |                        | Modifica les dades a Wikidata |
|        | l'Hostalet          | Camarles | masia        |         | 40° 46′ 24″ N, 0° 39′ 26″ E / 40.7732446498988°N,0.657294634664337°E |           |                        | Modifica les dades a Wikidata |
|        | la Gravera          | Camarles | masia        |         | 40° 46′ 45″ N, 0° 40′ 18″ E / 40.7791481937377°N,0.671709359135906°E |           |                        | Modifica les dades a Wikidata |
|        | lo Lluent           | Camarles | masia        |         | 40° 46′ 38″ N, 0° 41′ 05″ E / 40.777162229101°N,0.68459547895043°E   |           |                        | Modifica les dades a Wikidata |

## pont
| imatge | Nom                        | Ubicat a | instància de | Detalls | coordenades                                                          | Protecció | Commons (més fotos) | Dades a WD                    |
| ------ | -------------------------- | -------- | ------------ | ------- | -------------------------------------------------------------------- | --------- | ------------------- | ----------------------------- |
|        | Pont del Camí de les Comes | Camarles | pont         |         | 40° 46′ 52″ N, 0° 38′ 52″ E / 40.781158792918°N,0.647832847955078°E  |           |                     | Modifica les dades a Wikidata |
|        | Pont del Filato            | Camarles | pont         |         | 40° 47′ 21″ N, 0° 39′ 36″ E / 40.7891820006007°N,0.660111907242479°E |           |                     | Modifica les dades a Wikidata |

## Misc
| imatge | Nom                              | Ubicat a                                                                  | instància de                   | Detalls                                  | coordenades                                                                                               | Protecció                                            | Commons (més fotos)               | Dades a WD                    |
| ------ | -------------------------------- | ------------------------------------------------------------------------- | ------------------------------ | ---------------------------------------- | --- | ---------------------------------------------------- | --------------------------------- | ----------------------------- |
|        | Camarles                         | Camarles                                                                  | vèrtex geodèsic                |                                          | 40° 46′ 19″ N, 0° 40′ 10″ E / 40.771992°N,0.669522°E 33.145 msnm                                          |                                                      |                                   | Modifica les dades a Wikidata |
|        | Castell de Camarles              | Camarles                                                                  | castell                        | Estil: arquitectura romànica             | 40° 46′ 38″ N, 0° 40′ 28″ E / 40.7773°N,0.674427°E ca:Carrer Trenta 12 msnm                               | bé d'interès cultural bé cultural d'interès nacional | Torre de Camarles                 | Modifica les dades a Wikidata |
|        | Coeteres del Delta de l'Ebre     | l'Ampolla Camarles l'Aldea Amposta la Ràpita Sant Jaume d'Enveja Deltebre | edifici                        | Estil: arquitectura popular 20th century | 40° 34′ 22″ N, 0° 39′ 13″ E / 40.572897°N,0.6536°E                                                        | bé cultural d'interès nacional                       | Coeteres del Delta de l'Ebre      | Modifica les dades a Wikidata |
|        | Estació de Camarles-Deltebre     | Camarles                                                                  | estació de ferrocarril edifici |                                          | 40° 46′ 29″ N, 0° 40′ 18″ E / 40.77475°N,0.67175°E                                                        |                                                      |                                   | Modifica les dades a Wikidata |
|        | Monument als Presidents          | Camarles                                                                  | monument                       |                                          | 40° 46′ 15″ N, 0° 40′ 05″ E / 40.770721435546875°N,0.6681089997291565°E ca:Plaça dels Presidents          |                                                      |                                   | Modifica les dades a Wikidata |
|        | Pedrera Fuco                     | Camarles                                                                  | pedrera                        |                                          | 40° 47′ 03″ N, 0° 39′ 36″ E / 40.7840928055671°N,0.660112870259202°E                                      |                                                      |                                   | Modifica les dades a Wikidata |
|        | Polígon industrial La Venta Nova | Camarles                                                                  | polígon industrial             |                                          | 40° 46′ 04″ N, 0° 39′ 14″ E / 40.7676835061402°N,0.654018758993251°E                                      |                                                      |                                   | Modifica les dades a Wikidata |
|        | Torre de la Granadella           | Camarles                                                                  | torre de defensa               | Estil: arquitectura romànica             | 40° 46′ 04″ N, 0° 39′ 45″ E / 40.7677°N,0.662428°E ca:Entre Camarles i els Lligallos 9 msnm               | bé d'interès cultural bé cultural d'interès nacional | Torre de la Granadella (Camarles) | Modifica les dades a Wikidata |
|        | barranc de Camarles              | Tortosa el Perelló l'Ampolla Camarles                                     | curs d'aigua                   |                                          | 40° 50′ 09″ N, 0° 38′ 10″ E / 40.8357°N,0.636206°E                                                        |                                                      |                                   | Modifica les dades a Wikidata |
|        | canal nou de Camarles            | Baix Ebre l'Aldea Camarles l'Ampolla                                      | canal                          |                                          | 40° 43′ 02″ N, 0° 35′ 18″ E / 40.717312°N,0.588208°E 40° 48′ 00″ N, 0° 41′ 54″ E / 40.800065°N,0.698349°E |                                                      |                                   | Modifica les dades a Wikidata |
|        | casa consistorial de Camarles    | Camarles                                                                  | casa consistorial              |                                          | 40° 46′ 18″ N, 0° 40′ 16″ E / 40.7717277°N,0.6709852°E                                                    |                                                      |                                   | Modifica les dades a Wikidata |
|        | cementiri de Camarles            | Camarles                                                                  | cementiri                      |                                          | 40° 46′ 36″ N, 0° 39′ 36″ E / 40.7766142425596°N,0.659996264869931°E                                      |                                                      |                                   | Modifica les dades a Wikidata |
|        | font dels Colors                 | Camarles                                                                  | font estructura arquitectònica |                                          | 40° 46′ 20″ N, 0° 40′ 14″ E / 40.77220916748047°N,0.6704509854316711°E ca:Rambla de Catalunya             |                                                      |                                   | Modifica les dades a Wikidata |
|        | la Granadella                    | Camarles                                                                  | nucli de població              |                                          | 40° 45′ 58″ N, 0° 40′ 02″ E / 40.766003074796°N,0.66721251320513°E                                        |                                                      |                                   | Modifica les dades a Wikidata |
|        | pla del Bif                      | Camarles                                                                  | indret                         |                                          | 40° 48′ 00″ N, 0° 38′ 00″ E / 40.8°N,0.63333°E                                                            |                                                      |                                   | Modifica les dades a Wikidata |